# Scott Tanser
Scott Tanser (Blackpool, 23 ottobre 1994) è un calciatore inglese, difensore del St. Mirren.

## Carriera
Il 1º luglio 2017 viene acquistato a titolo definitivo dalla squadra scozzese del St. Johnstone.

## Statistiche

### Presenze e reti nei club
Statistiche aggiornate al 17 maggio 2025.
| Stagione             | Squadra              | Campionato           | Campionato | Campionato | Coppe nazionali | Coppe nazionali | Coppe nazionali | Coppe continentali | Coppe continentali | Coppe continentali | Altre coppe | Altre coppe | Altre coppe | Totale | Totale | Totale |
| Stagione             | Squadra              | Comp                 | Pres       | Reti       | Comp            | Pres            | Reti            | Comp               | Pres               | Reti               | Comp        | Pres        | Reti        | Pres   | Reti   |        |
| -------------------- | -------------------- | -------------------- | ---------- | ---------- | --------------- | --------------- | --------------- | ------------------ | ------------------ | ------------------ | ----------- | ----------- | ----------- | ------ | ------ | ------ |
| 2012-2013            | Rochdale             | FL2                  | 1          | 0          | FACup+CdL       | 0               | 0               |                    | -                  | -                  | FLT         | 0           | 0           | 1      | 0      |        |
| 2013-2014            | Rochdale             | FL2                  | 0          | 0          | FACup+CdL       | 0               | 0               |                    | -                  | -                  | FLT         | 0           | 0           | 0      | 0      |        |
| 2014-2015            | Rochdale             | FL1                  | 30         | 1          | FACup+CdL       | 4+1             | 0               |                    | -                  | -                  | FLT         | 1           | 0           | 36     | 1      |        |
| 2015-2016            | Rochdale             | FL1                  | 7          | 0          | FACup+CdL       | 2+0             | 0               |                    | -                  | -                  | FLT         | 2           | 1           | 11     | 1      |        |
| 2016-gen. 2017       | Rochdale             | FL1                  | 5          | 0          | FACup+CdL       | 1+0             | 0               |                    | -                  | -                  | FLT         | 3           | 0           | 9      | 0      |        |
| Totale Rochdale      | Totale Rochdale      | Totale Rochdale      | 43         | 1          |                 | 8               | 0               |                    | -                  | -                  |             | 6           | 1           | 57     | 2      |        |
| gen.-giu. 2017       | Port Vale            | FL1                  | 11         | 0          |                 | -               | -               |                    | -                  | -                  |             | -           | -           | 11     | 0      |        |
| 2017-2018            | St. Johnstone        | SP                   | 29         | 0          | CS+CdL          | 1+0             | 0               | UEL                | 1                  | 0                  |             | -           | -           | 31     | 0      |        |
| 2018-2019            | St. Johnstone        | SP                   | 37         | 3          | CS+CdL          | 2+6             | 0               |                    | -                  | -                  |             | -           | -           | 45     | 3      |        |
| 2019-2020            | St. Johnstone        | SP                   | 21         | 0          | CS+CdL          | 2+4             | 0+2             |                    | -                  | -                  |             | -           | -           | 27     | 2      |        |
| 2020-2021            | St. Johnstone        | SP                   | 30         | 2          | CS+CdL          | 2+4             | 0               |                    | -                  | -                  |             | -           | -           | 36     | 2      |        |
| Totale St. Johnstone | Totale St. Johnstone | Totale St. Johnstone | 117        | 5          |                 | 21              | 2               |                    | 1                  | 0                  |             | -           | -           | 139    | 7      |        |
| 2021-2022            | St. Mirren           | SP                   | 31         | 2          | CS+CdL          | 3+4             | 0               |                    | -                  | -                  |             | -           | -           | 38     | 2      |        |
| 2022-2023            | St. Mirren           | SP                   | 30         | 0          | CS+CdL          | 2+3             | 0               |                    | -                  | -                  |             | -           | -           | 35     | 0      |        |
| 2023-2024            | St. Mirren           | SP                   | 38         | 2          | CS+CdL          | 2+5             | 0+1             |                    | -                  | -                  |             | -           | -           | 45     | 3      |        |
| 2024-2025            | St. Mirren           | SP                   | 29         | 1          | CS+CdL          | 1+1             | 0               | UECL               | 1                  | 0                  |             | -           | -           | 32     | 1      |        |
| Totale St. Mirren    | Totale St. Mirren    | Totale St. Mirren    | 128        | 5          |                 | 21              | 1               |                    | 1                  | 0                  |             | -           | -           | 150    | 6      |        |
| Totale carriera      | Totale carriera      | Totale carriera      | 299        | 11         |                 | 50              | 3               |                    | 2                  | 0                  |             | 6           | 1           | 357    | 15     |        |

## Palmarès

### Club

#### Competizioni nazionali
- Coppa di Lega scozzese: 1

St. Johnstone: 2020-2021
- Coppa di Scozia: 1

St. Johnstone: 2020-2021